# Seznam dílů seriálu Ochránce (1996)
Toto je seznam dílů seriálu Ochránce. Americký dramatický seriál Ochránce byl premiérově vysílán v letech 1996–1999 na stanici UPN, celkem vzniklo ve čtyřech řadách 65 dílů.

## Přehled řad
| Řada | Díly | Premiéra v USA  | Premiéra v USA    | Premiéra v ČR     | Premiéra v ČR  |
| Řada | Díly | První díl       | Poslední díl      | První díl         | Poslední díl   |
| ---- | ---- | --------------- | ----------------- | ----------------- | -------------- |
| 1    | 10   | 20. března 1996 | 17. července 1996 | 15. prosince 1998 | 18. ledna 1999 |
| 2    | 24   | 4. září 1996    | 21. května 1997   | 19. ledna 1999    | 2. srpna 1999  |
| 3    | 23   | 10. září 1997   | 20. května 1998   | 6. ledna 2003     | 4. února 2003  |
| 4    | 8    | 1. února 1999   | 24. května 1999   | 12. března 2000   | 30. dubna 2000 |

## Seznam dílů

### První řada (1996)
| Č. v seriálu | Č. v řadě | Původní název  | Český název    | Režie          | Scénář                                                      | Premiéra v USA    | Premiéra v ČR     |
| ------------ | --------- | -------------- | -------------- | -------------- | ----------------------------------------------------------- | ----------------- | ----------------- |
| 1            | 1         | The Switchman  | Pilot          | Danny Bilson   | Paul De Meo a Danny Bilson                                  | 20. března 1996   | 15. prosince 1998 |
| 2            | 2         | Siege          | Rukojmí        | Danny Bilson   | David L. Newman                                             | 27. března 1996   | 21. prosince 1998 |
| 3            | 3         | Killers        | Zabijáci       | Bruce Bilson   | Gail Morgan Hickman                                         | 3. dubna 1996     | 22. prosince 1998 |
| 4            | 4         | The Debt       | Dluh           | Gus Trikonis   | Steven Baum                                                 | 10. dubna 1996    | 28. prosince 1998 |
| 5            | 5         | Cypher         | Psychopat      | Mike Vejar     | Laurence Frank                                              | 24. dubna 1996    | 29. prosince 1998 |
| 6            | 6         | Night Train    | Noční vlak     | Bruce Bilson   | Harold Apter                                                | 1. května 1996    | 4. ledna 1999     |
| 7            | 7         | Rogue          | Gauner         | Mike Vejar     | Howard Chaykin                                              | 8. května 1996    | 5. ledna 1999     |
| 8            | 8         | Love and Guns  | Láska a zbraně | Tim Van Patten | Bruce Kalish                                                | 15. května 1996   | 11. ledna 1999    |
| 9            | 9         | Attraction     | Přitažlivost   | Scott Paulin   | námět: Harold Apter a Juan Carlos Coto scénář: Harold Apter | 22. května 1996   | 12. ledna 1999    |
| 10           | 10        | Vow of Silence | Slib mlčení    | Jeffrey Reiner | Bruce Kalish                                                | 17. července 1996 | 18. ledna 1999    |

### Druhá řada (1996–1997)
| Č. v seriálu | Č. v řadě | Původní název        | Český název               | Režie               | Scénář                                                  | Premiéra v USA     | Premiéra v ČR     |
| ------------ | --------- | -------------------- | ------------------------- | ------------------- | ------------------------------------------------------- | ------------------ | ----------------- |
| 11           | 1         | Flight               | Let                       | Danny Bilson        | Gail Morgan Hickman                                     | 4. září 1996       | 19. ledna 1999    |
| 12           | 2         | Out of the Past      | Z dávné minulosti         | Bruce Bilson        | Brad Markowitz                                          | 11. září 1996      | 25. ledna 1999    |
| 13           | 3         | Deep Water           | Hluboké vody              | Bruce Bilson        | Harold Apter                                            | 18. září 1996      | 26. ledna 1999    |
| 14           | 4         | Reunion              | Setkání                   | Greg Beeman         | Stephen A. Miller                                       | 25. září 1996      | 8. března 1999    |
| 15           | 5         | Payback              | Odplata                   | William Gereghty    | Peter Lance                                             | 2. října 1996      | 15. března 1999   |
| 16           | 6         | True Crime           | Zločin v ulicích          | Tony Westman        | Daniel Levine                                           | 9. října 1996      | 22. března 1999   |
| 17           | 7         | Ice Man              | Ledař                     | Tim Van Patten      | Paul B. Margolis                                        | 30. října 1996     | 29. března 1999   |
| 18           | 8         | The Rig              | Severka                   | Danny Bilson        | Harv Zimmel                                             | 6. listopadu 1996  | 12. dubna 1999    |
| 19           | 9         | Spare Parts          | Náhradní díly             | Paul Abascal        | Harold Apter                                            | 13. listopadu 1996 | 19. dubna 1999    |
| 20           | 10        | Second Chance        | Druhá šance               | Bruce Bilson        | John Vorhaus                                            | 20. listopadu 1996 | 26. dubna 1999    |
| 21           | 11        | Black or White       | Černá, nebo bílá          | William Gereghty    | Peter Lance                                             | 27. listopadu 1996 | 3. května 1999    |
| 22           | 12        | Blind Man's Bluff    | Hra na slepou bábu        | Tony Westman        | Daniel Levine                                           | 8. ledna 1997      | 10. května 1999   |
| 23           | 13        | Hear No Evil         | Poslouchejte jen to dobré | John J. Connor      | Harold Apter                                            | 15. ledna 1997     | 17. května 1999   |
| 24           | 14        | Light My Fire        | Zapal mi oheň             | Scott Brazil        | David Thoreau                                           | 5. února 1997      | 24. května 1999   |
| 25           | 15        | Secret               | Tajemství                 | Bruce Bilson        | Gail Morgan Hickman                                     | 12. února 1997     | 31. května 1999   |
| 26           | 16        | Dead Drop            | Smrtící pád               | Danny Bilson        | Peter Lance                                             | 19. února 1997     | 7. června 1999    |
| 27           | 17        | Red Dust             | Rudý prach                | William Gereghty    | námět: Ann Powell a Peter Lance scénář: David H. Balkan | 26. února 1997     | 14. června 1999   |
| 28           | 18        | Smart Alec           | Frajírek Alec             | Tony Westman        | John Vorhaus                                            | 12. března 1997    | 21. června 1999   |
| 29           | 19        | Private Eyes         | Soukromý detektiv         | Bruce Bilson        | Harold Apter                                            | 26. března 1997    | 28. června 1999   |
| 30           | 20        | Vanishing Act        | Zmizení                   | William Gereghty    | Daniel Levine                                           | 9. dubna 1997      | 12. července 1999 |
| 31           | 21        | Pennies from Heaven  | Prachy z nebes            | John J. Connor      | David L. Newman                                         | 30. dubna 1997     | 19. července 1999 |
| 32           | 22        | Survival             | Přežít                    | James Marshall      | Howard Chaykin                                          | 7. května 1997     | 26. července 1999 |
| 33           | 23        | His Brother's Keeper | Zaměstnavatel jeho bratra | Bruce Bilson        | Harold Apter                                            | 14. května 1997    | 2. srpna 1999     |
| 34           | 24        | Sleeping Beauty      | Šípková Růženka           | Gail Morgan Hickman | Gail Morgan Hickman                                     | 21. května 1997    | 3. ledna 2003     |

### Třetí řada (1997–1998)
| Č. v seriálu | Č. v řadě | Původní název         | Český název               | Režie            | Scénář                                                                             | Premiéra v USA     | Premiéra v ČR  |
| ------------ | --------- | --------------------- | ------------------------- | ---------------- | ---------------------------------------------------------------------------------- | ------------------ | -------------- |
| 35           | 1         | Warriors              | Bojovníci                 | Danny Bilson     | David L. Newman                                                                    | 10. září 1997      | 6. ledna 2003  |
| 36           | 2         | Three Point Shot      | Hod na tři body           | Danny Bilson     | Darrell Fetty                                                                      | 17. září 1997      | 7. ledna 2003  |
| 37           | 3         | The Girl Next Door    | Sousedka                  | William Gereghty | Harold Apter                                                                       | 24. září 1997      | 8. ledna 2003  |
| 38           | 4         | Poachers              | Pytláci                   | Tony Westman     | Tony Westman                                                                       | 1. října 1997      | 9. ledna 2003  |
| 39           | 5         | The Inside Man        | Zrádce                    | Bruce Bilson     | Harv Zimmel                                                                        | 15. října 1997     | 10. ledna 2003 |
| 40           | 6         | Vendetta              | Vendeta                   | Tim Van Patten   | David Thoreau                                                                      | 29. října 1997     | 13. ledna 2003 |
| 41           | 7         | Fool Me Twice         | Dvojitá lest              | John J. Connor   | John Vorhaus                                                                       | 5. listopadu 1997  | 14. ledna 2003 |
| 42           | 8         | Storm Warning         | Varování bouře            | Oley Sassone     | Peter Lance                                                                        | 12. listopadu 1997 | 15. ledna 2003 |
| 43           | 9         | Red Ice               | Rudé kameny               | William Gereghty | Richard Maxwell                                                                    | 19. listopadu 1997 | 16. ledna 2003 |
| 44           | 10        | Dead Certain          | Smrtelně vážně            | Bruce Bilson     | Gail Morgan Hickman                                                                | 26. listopadu 1997 | 17. ledna 2003 |
| 45           | 11        | Breaking Ground       | Prolomená půda            | William Gereghty | Harold Apter                                                                       | 17. prosince 1997  | 20. ledna 2003 |
| 46           | 12        | Prisoner X            | Vězeň X                   | Richard Compton  | Rick Husky                                                                         | 14. ledna 1998     | 21. ledna 2003 |
| 47           | 13        | The Trance            | Svědkyně v tranzu         | James Marshall   | Ann Powell                                                                         | 21. ledna 1998     | 22. ledna 2003 |
| 48           | 14        | Mirror Image          | Odraz v zrcadle           | Rich Tabach      | Tony Westman                                                                       | 11. února 1998     | 23. ledna 2003 |
| 49           | 15        | Finkelman's Folly     | Zbrklost                  | Michael Lacoe    | Harold Apter                                                                       | 18. února 1998     | 24. ledna 2003 |
| 50           | 16        | Sweet Science         | Sport pro chlapy          | William Gereghty | Lawrence Frank                                                                     | 25. února 1998     | 27. ledna 2003 |
| 51           | 17        | Remembrance           | Vzpomínka                 | Dick Van Patten  | Joseph Johnson a Tom Fudge                                                         | 11. března 1998    | 28. ledna 2003 |
| 52           | 18        | Love Kills            | Láska a smrt              | William Gereghty | Jacqueline Zambrano                                                                | 18. března 1998    | 29. ledna 2003 |
| 53           | 19        | Crossroads            | Křižovatka                | John J. Connor   | Rick Husky                                                                         | 22. dubna 1998     | 30. ledna 2003 |
| 54           | 20        | Foreign Exchange      | Zahraniční výměna         | Bruce Bilson     | námět: Harold Apter a Laurence Frank scénář: Gail Morgan Hickman a David H. Balkan | 29. dubna 1998     | 31. ledna 2003 |
| 55           | 21        | Neighborhood Watch    | Pouliční hlídka           | Scott Williams   | Harold Apter                                                                       | 6. května 1998     | 3. února 2003  |
| 56           | 22        | Night Shift           | Noční směna               | James Marshall   | Richard Maxwell                                                                    | 13. května 1998    | 4. února 2003  |
| 57           | 23        | Sentinel Too (Part 1) | Souboj ochránců (1. část) | Richard Compton  | Gail Morgan Hickman                                                                | 20. května 1998    | 5. března 2000 |

### Čtvrtá řada (1999)
| Č. v seriálu | Č. v řadě | Původní název                  | Český název                  | Režie          | Scénář                                                                   | Premiéra v USA  | Premiéra v ČR   |
| ------------ | --------- | ------------------------------ | ---------------------------- | -------------- | ------------------------------------------------------------------------ | --------------- | --------------- |
| 58           | 1         | Sentinel Too (Part 2)          | Souboj ochránců (2. část)    | Tony Westman   | námět: Gail Morgan Hickman a David H. Balkan scénář: Gail Morgan Hickman | 1. února 1999   | 12. března 2000 |
| 59           | 2         | Murder 101                     | Vražda č. 101                | Don Kurt       | Ron Taylor                                                               | 8. února 1999   | 19. března 2000 |
| 60           | 3         | Four Point Shot                | Trefa za čtyři body          | Danny Bilson   | Harold Apter                                                             | 15. února 1999  | 26. března 2000 |
| 61           | 4         | Dead End on Blanket Street     | Ve slepé uličce              | Don Kurt       | David H. Balkan                                                          | 22. února 1999  | 2. dubna 2000   |
| 62           | 5         | The Waiting Room               | Čekárna                      | Michael Lacoe  | Harold Apter                                                             | 1. března 1999  | 9. dubna 2000   |
| 63           | 6         | The Real Deal                  | Vzájemná pomoc               | James Marshall | Harold Apter                                                             | 10. května 1999 | 16. dubna 2000  |
| 64           | 7         | Most Wanted                    | Setkání po letech            | Scott Williams | Robert Bielak                                                            | 17. května 1999 | 23. dubna 2000  |
| 65           | 8         | The Sentinel by Blair Sandburg | Ochránce od Blaira Sandburga | Danny Bilson   | Bill Froehlich                                                           | 24. května 1999 | 30. dubna 2000  |